# STS-53
Діскавері STS−53 — космічний політ шатла «Діскавері» за програмою «Спейс Шаттл». Здійснено за підтримки Міністерства оборони США (US DOD). Запуск відбувся 2 грудня 1992 року з Космічного центру іемні Кеннеді у Флориді. STS−53 — остання місія шатлів військового призначення.

## Екіпаж

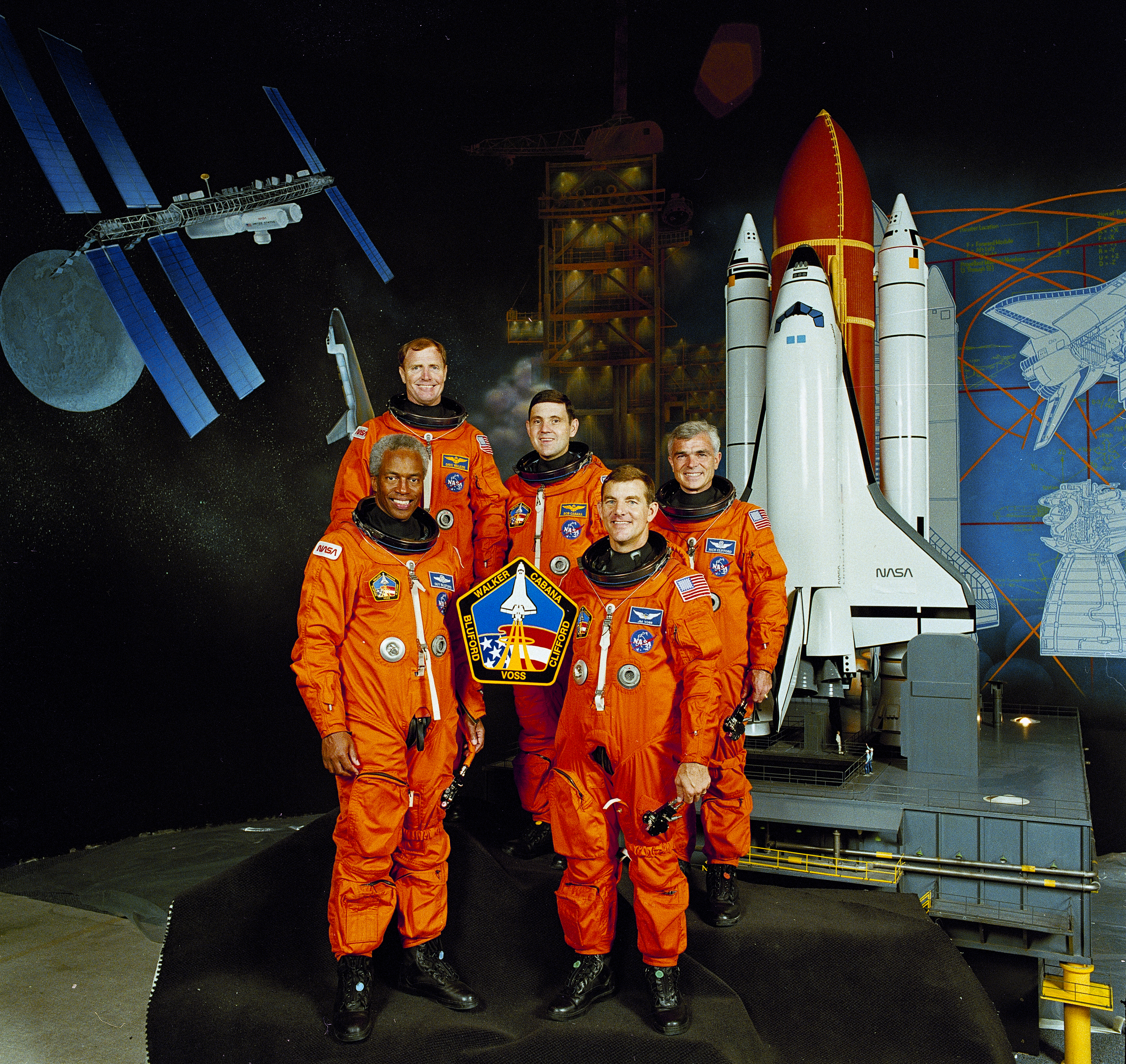
Екіпаж STS-53:Зліва направо — Блуфорд, Восс; позаду: Вокер, Кабана, Кліффорд

- (НАСА): Командир: Девід Вокер
- (НАСА): Пілот: Роберт Кабана
- (НАСА): 1-й Спеціаліст з програмою польоту: Гайон Блуфорд
- (НАСА): 2-й Спеціаліст з програмою польоту: Джеймс Восс
- (НАСА): 3-й Спеціаліст з програмою польоту: Майкл Кліффорд (англ. Michael R. Clifford)

## Мета польоту
Основне навантаження засекречено — у цілях Міністерства оборони США. Два додаткових навантаження незасекречено. Під час польоту проводилося 9 незасекречених експериментів.
Під час польоту запущено USA-89 (NSSDC ID, іноді також званий «DoD−1». Даний супутник був другим у серії комунікаційних супутників (англ. Satellite Data System-2 (SDS-2)), першим був USA-40, запущений в STS-28.
Додатковим навантаженням, встановленим в (англ. Get Away Special - GAS) у вантажному відсіку були Програма «ОДЕРАКС» — (англ. Orbital Debris Radar Calibration Spheres ODERACS−1) і комбінований експеримент (англ. Shuttle Glow Experiment / Cryogenic Heat Pipe Experiment (GCP)).

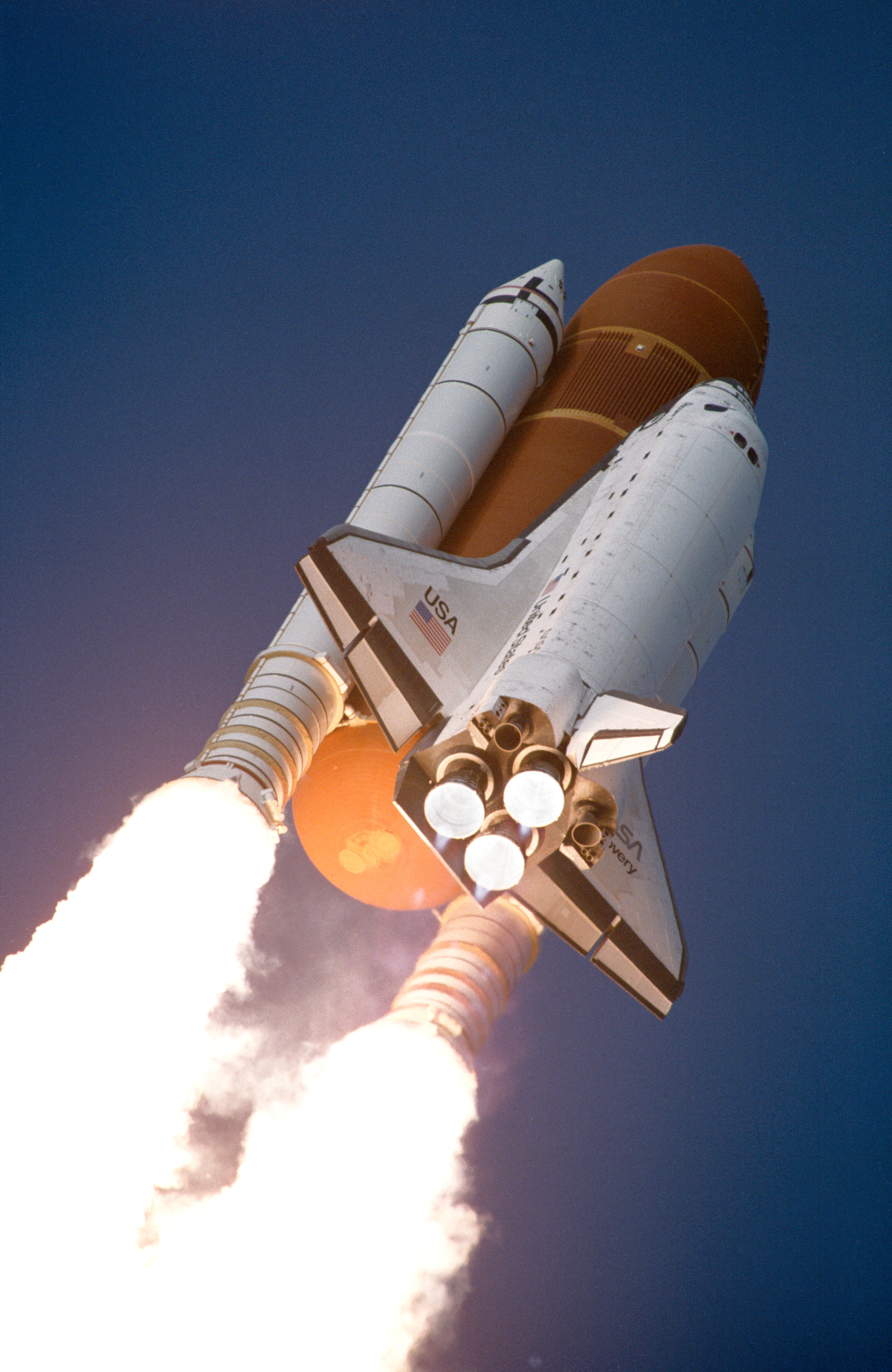
Зліт STS-53